# Gabriel Forss
Ernst Carl Daniel Forss, (Katrineholm, 17 de abril de 1974), conocido como Gabriel Forss, es un cantante y director de coro sueco.
Gabriel Forss se hizo conocido al participar en el Melodifestivalen en 1997, cuando ganó junto con el grupo Blond con la canción Bara hon älskar mig. En el Festival de la Canción de Eurovisión de 1997 terminaron en el decimocuarto lugar.Participó en el coro de Charlotte Nilsson cuando ganó el Festival de la Canción de Eurovisión en 1999.
En el verano de 2009, Gabriel Forss dirigió "Allsång på St. Djulö" en Katrineholm con artistas invitados como Magnus Carlsson y Carola Häggkvist. Förfest hos Gabriel fue un programa de la cadena SVT de 2007 en el que Forss invitó a cantantes y al público a cantar junto con el coro One Voice, que formó en 1994. En la primavera de 2010 fue comentarista experto en el programa de televisión Körslaget 2010 y en la primavera de 2011 participó en el programa con su propio coro. Terminó en segundo lugar. También ha sido profesor de canto en Fame Factory de TV3. El 8 de mayo de 2014, Forss y su coro actuaron en el final de temporada de Malou después de las diez en TV4.
En 2012, Gabriel Forss publicó su primer libro Äntligen, una autobiografía sobre ser cristiano y haber salido del armario como gay. Al año siguiente, comenzó a dar conferencias basadas en el libro, destacando temas como el trastorno de pánico, la alienación, el arte de conciliar el rol profesional con el rol privado, el emprendimiento y el encuentro con uno mismo.